# 玉谷町
玉谷町（たまたにまち）は愛媛県松山市の地名。2016年11月1日現在の人口は11人、世帯数は8世帯。郵便番号は791-0126。

## 地理
松山市東北部の日浦地区に属する。湯山柳・上総町・青波町・藤野町・神次郎町と接している。

## 施設
- 八幡若宮神社
- せせらぎ公園